# Faltungshalbgruppe
Eine Faltungshalbgruppe ist in der Wahrscheinlichkeitstheorie eine Familie von Wahrscheinlichkeitsmaßen, die in gewissem Sinne stabil bezüglich der Faltung ist. Faltungshalbgruppen treten beispielsweise bei der Untersuchung von charakteristischen Funktionen oder als Hilfsmittel zur Konstruktion von stochastischen Prozessen mit bestimmten Eigenschaften, wie dem Wiener-Prozess, auf.

## Definition
Gegeben sei eine Halbgruppe {\displaystyle I\subset [0,+\infty )} bezüglich der Verknüpfung {\displaystyle +} sowie eine Familie von Wahrscheinlichkeitsmaßen {\displaystyle (\mu _{t})_{t\in I}} auf {\displaystyle \mathbb {R} ^{n}}. Es bezeichne {\displaystyle \nu _{1}*\nu _{2}} die Faltung von {\displaystyle \nu _{1}} und {\displaystyle \nu _{2}}.
Die Familie {\displaystyle (\mu _{t})_{t\in I}} heißt nun eine Faltungshalbgruppe, wenn für alle {\displaystyle r,s\in I}
{\displaystyle \mu _{r}*\mu _{s}=\mu _{r+s}}
gilt.

## Beispiele
Die folgenden Beispiele lassen sich mittels charakteristischer Funktionen begründen. Hierzu nutzt man aus, dass die Faltung der Wahrscheinlichkeitsmaße der Verteilung der Summe der Zufallsvariablen entspricht und diese wiederum durch das Produkt der charakteristischen Funktion  beschrieben wird.
- Normalverteilung: Die Normalverteilung ist in beiden Parametern {\displaystyle \mu ,\sigma ^{2}} eine Faltungshalbgruppe, denn es gilt {\displaystyle {\mathcal {N}}_{\mu _{1},\sigma _{1}^{2}}*{\mathcal {N}}_{\mu _{2},\sigma _{2}^{2}}={\mathcal {N}}_{\mu _{1}+\mu _{2},\sigma _{1}^{2}+\sigma _{2}^{2}}} für alle {\displaystyle \mu _{1},\mu _{2}\in \mathbb {R} } und {\displaystyle \sigma _{1}^{2},\sigma _{2}^{2}>0}. Somit ist für fixes {\displaystyle \mu } immer {\displaystyle ({\mathcal {N}}_{\mu ,\sigma ^{2}})_{\sigma ^{2}>0}} eine Faltungshalbgruppe ebenso wie {\displaystyle ({\mathcal {N}}_{\mu ,\sigma ^{2}})_{\mu \geq 0}} für fixes {\displaystyle \sigma ^{2}} eine Faltungshalbgruppe ist.
- Gammaverteilung: Die Gammaverteilung ist zweiparametrig, bildet aber bloß im zweiten Parameter eine Faltungshalbgruppe, denn es ist für fixes {\displaystyle \vartheta } und {\displaystyle r,s>0} immer {\displaystyle \Gamma _{\vartheta ,r}*\Gamma _{\vartheta ,s}=\Gamma _{\vartheta ,r+s}}.
- Weitere Faltungshalbgruppen mit der Halbgruppe {\displaystyle ((0,\infty ),+)} bilden die Cauchy-Verteilung, die Dirac-Verteilung und die Poisson-Verteilung. Beispiele für Faltungshalbgruppen bezüglich der Halbgruppe {\displaystyle (\mathbb {N} ,+)} sind die Binomialverteilung, die Erlang-Verteilung, die Chi-Quadrat-Verteilung und die negative Binomialverteilung.

## Verschärfungen

### Stetige Faltungshalbgruppe
Eine Faltungshalbgruppe {\displaystyle (\mu _{t})_{t\in I}} heißt eine stetige Faltungshalbgruppe bezüglich der schwachen Konvergenz, wenn {\displaystyle I=[0,\infty )} ist und {\displaystyle \lim _{t\to 0}\mu _{t}=\delta _{0}} gilt. Hierbei bezeichnet {\displaystyle \delta _{0}} das Diracmaß auf der 0.

### Nichtnegative Faltungshalbgruppe
Eine Faltungshalbgruppe {\displaystyle (\mu _{t})_{t\in I}} von Wahrscheinlichkeitsmaßen auf {\displaystyle \mathbb {R} } heißt eine nichtnegative Faltungshalbgruppe, wenn für alle {\displaystyle t\in I} immer {\displaystyle \mu _{t}((-\infty ,0))=0} ist.

## Eigenschaften

### Kerne durch Faltungshalbgruppen
Durch Faltungshalbgruppen lassen sich Markow-Kerne definieren, die eine Übergangshalbgruppe bilden. Dazu definiert man {\displaystyle \mu _{0}=\delta _{0}} und
{\displaystyle K_{t}(x,\mathrm {d} y):=\delta _{x}*\mu _{t}(\mathrm {d} y)}.
Dann gilt die Chapman-Kolmogorow-Gleichung, denn mit den Rechenregeln für die Faltung und Verkettung von Kernen folgt
{\displaystyle K_{s}\cdot K_{t}=K_{s+t}}.
Wie jede Übergangshalbgruppe definieren die Kerne auch eine konsistente Familie von stochastischen Kernen.

### Stochastische Prozesse durch Faltungshalbgruppen
Durch Faltungshalbgruppen lassen sich auch stochastische Prozesse definieren, die unabhängige Zuwächse und stationäre Zuwächse haben. Umgekehrt definiert jeder stochastische Prozess mit unabhängigen stationären Zuwächsen eine Faltungshalbgruppe. Bekanntestes Beispiel ist hier der Wiener-Prozess, der bis auf die Stetigkeit seiner Pfade aus der Faltungshalbgruppe {\displaystyle ({\mathcal {N}}_{0,t})_{t\geq 0}} konstruiert werden kann. Dabei nutzt man aus, dass jede konsistente Familie von stochastischen Kernen  mit Indexmenge {\displaystyle I\subset \mathbb {R} } zu einem vorgegebenen Wahrscheinlichkeitsmaß {\displaystyle \nu } auf {\displaystyle E} ein eindeutiges Wahrscheinlichkeitsmaß auf {\displaystyle (E^{I},{\mathcal {B}}(E)^{\otimes I})} definiert. Somit folgt der Schluss von der Faltungshalbgruppe zur Übergangshalbgruppe zur konsistenten Familie zur Eindeutigkeit des Wahrscheinlichkeitsmaßes mit den geforderten Eigenschaften.